# جيمس دين (لاعب كريكت)
جيمس دين (بالإنجليزية: James Dean)‏ (7 أبريل 1842 في المملكة المتحدة - 6 مارس 1869 في المملكة المتحدة) هو لاعب كريكت بريطاني (وحمل سابقاً جنسية المملكة المتحدة لبريطانيا العظمى وأيرلندا). لعب مع نادي مقاطعة ساسكس للكركيت ‏.

## وصلات خارجية
- جيمس دين على موقع إي آس بي آن كريك إنفو (الإنجليزية)